# Mal Ostrovicë
Mal Ostrovicë är en ås i Albanien. Den ligger i den sydöstra delen av landet, 100 km sydost om huvudstaden Tirana.
Trakten runt Mal Ostrovicë består till största delen av jordbruksmark.  Runt Mal Ostrovicë är det ganska glesbefolkat, med 36 invånare per kvadratkilometer.